# Chemnitzer Basketgirls
Der Chemnitzer Basketgirls e.V. ist ein Basketballverein aus Chemnitz, Sachsen. Er wurde Mitte 1999 gegründet. Ziel des Vereins ist es, den Basketballsport im weiblichen Bereich sowohl im Breiten- als auch im Leistungssport weiterzuentwickeln und zu fördern, um den Standort Chemnitz als Leistungszentrum zu erhalten und weiter zu festigen. Dazu konzentrieren sich die Basketgirls in ihrer breiten- und leistungsorientierten Nachwuchsarbeit vor allem darauf, geeignete Spielerinnen für die Auswahlmannschaften in den Altersklassen und für den Bundesligakader heranzubilden. Der Verein stellt seit Jahren mindestens 75 % aller sächsischen Auswahlspielerinnen. Der Verein hat 1999, 2001 und 2005 die Deutsche Jugendmeisterschaft gewonnen und darüber hinaus mehrmals zweite bis vierte Plätze belegt. Sechs Spielerinnen standen in der Mannschaft, die im Mai 2003 den Vizemeistertitel bei der Schul-Weltmeisterschaft erringen konnten.
Die Leistungsabteilung der Basketgirls heißt ChemCats Chemnitz und wurde 2002 in den Gesamtverein aufgenommen.